# Inna Braverman
Inna Braverman (Ucrania, 11 de abril de 1986) es una emprendedora y empresaria israelí. Es cofundadora y directora ejecutiva de Eco Wave Power, una empresa de energía renovable que utiliza una tecnología patentada para la generación de electricidad limpia a partir de las olas del mar y del océano. Braverman estableció Eco Wave Power a los 24 años y, bajo su liderazgo, esa empresa instaló su primer conjunto de energía undimotriz conectado a la red eléctrica en Gibraltar, aseguró, en 2020, una cartera de proyectos de 254 megavatios y se convirtió en la primera empresa israelí en cotizar en Nasdaq Estocolmo.
Braverman fue reconocida por la revista Wired como una de las "Mujeres que cambian el mundo", por la revista Fast Company como una de las "Personas más creativas en los negocios para 2020" del mundo y es la ganadora 2019 del "Premio de acción climática global" de las Naciones Unidas.

## Biografía
Braverman nació en Ucrania el 11 de abril de 1986 y apenas dos semanas después ocurrió el desastre nuclear de Chernóbil, debido al cual sufrió un paro respiratorio, a causa de la contaminación en la región. Su madre, enfermera, llegó a su cuna a tiempo y le dio respiración boca a boca, lo cual le salvó la vida. Según Braverman, recibir una segunda oportunidad en la vida la hizo querer hacer algo bueno por el mundo y produjo en ella un sentimiento de propósito.
Cuando tenía cuatro años, su familia emigró a Israel y se estableció en la ciudad costera de Acre. Al finalizar la secundaria, Braverman se matriculó en la Universidad de Haifa para especializarse en Ciencias Políticas y Lengua y Literatura Inglesas, y se graduó en 2010.

## Carrera profesional
Braverman conoció a David Leb, un empresario canadiense, mientras visitaba Israel. En 2011 cofundaron Eco Wave Power.
Viajó entre Israel y Ucrania durante el siguiente año y medio, trabajando en el diseño y desarrollo de boyas y una tecnología para generar energía a partir de las olas. En 2013, Eco Wave Power instaló la primera planta de energía undimotriz en el puerto de Jaffa, Israel. Como resultado, Braverman fue preseleccionada para el premio BusinessGreen Leaders en 2013, en la categoría de Joven Ejecutivo de Sostenibilidad del Año. Eco Wave Power obtuvo premios de la consultora Frost and Sullivan en 2012 y 2013.
Braverman asistió al Shell and CNBC Energy Challenge en 2013. Ella y su equipo ganaron por su idea. En 2014, Braverman fue invitada por las Naciones Unidas a asistir a la Cumbre del Clima en Nueva York, allí presentó sus ideas sobre la utilización de la energía de las olas como recurso. En 2015, también participó en la Conferencia de Cambio Climático de las Naciones Unidas de 2015 que se llevó a cabo en París. Eco Wave Power obtuvo USD2.000.000 en recaudación de fondos el mismo año.
También ha colaborado con diferentes revistas y publicaciones tecnológicas, como la revista GreenPort Magazine.
En 2016, Braverman lideró la ejecución de la Granja de Olas de Gibraltar. La inauguración oficial de la central eléctrica de energía undimotriz a la que asistieron Braverman, Fabian Picardo, Ministro Principal de Gibraltar, y John Cortés, Ministro de Salud y Medio Ambiente, tuvo lugar en mayo de 2016.
En julio de 2016, CV Magazine nombró a su empresa como la mejor empresa de energía renovable propiedad de una mujer en Israel. Braverman fue elegida por la revista Smithsonian como una de las ocho jóvenes innovadoras con ideas ingeniosas para el futuro de la energía.
En 2017, Braverman apareció en la edición de enero de Wired Magazine UK por sus logros y contribuciones en el campo de la tecnología de olas y fue incluida en el sitio web Medium.com como una de las cien creadoras e inconformistas de 2016. En 2017, Braverman habló en el evento Brain Bar Budapest. También fue oradora en el Knesset (el parlamento israelí) en 2017 en el Día Internacional de la Mujer sobre su experiencia personal como mujer e inmigrante en los negocios.
En 2018, CNN eligió a Braverman como "Héroe del mañana", serie en la cual Sanjay Gupta presentó su contribución en dar forma al campo de la energía de las olas. Además, Eco Wave Power apareció en el informe del banco Pictet relativo a la energía inteligente como una tecnología que muestra perspectivas de futuro.
En 2019, Braverman lideró la oferta pública de venta de Eco Wave Power en la bolsa de Nasdaq Estocolmo, convirtiéndose entonces en la primera empresa israelí en cotizar en esta bolsa de valores.
Braverman dio varias charlas TedX y fue documentada en una película de realidad virtual de Google, bajo el nombre "Female Planet". En 2020, su empresa Eco Wave Power fue seleccionada por la Iniciativa de Mercados Sostenibles, curada por el editor en jefe Príncipe Carlos de Gales, en colaboración con el Foro Económico Mundial y el Banco de América.

## Premios y reconocimientos
- "100 Makers and Mavericks" de Medium.com[21]
- Lista de Wired de "Mujeres que cambian el mundo" [4]
- Ganadora del premio Women4Climate de C40[31]
- "Ocho jóvenes innovadores con ideas ingeniosas para el futuro de la energía" por la revista Smithsonian[20]
- Reconocida como "Héroe del mañana" por CNN[25]
- "Las mujeres más influyentes del siglo XXI" por MSN.com[32]
- Ganadora del Premio de Acción Climática de las Naciones Unidas, en la categoría de "Mujeres por Resultados" [6]
- 80 fundadores y empresas europeas que dan forma al mundo pospandémico por Sifted.eu[33]
- Reconocida como "Personas más creativas en los negocios 2020" por Fast Company[5]
- Ganadora del "Premio a la Innovación Verde" en el marco de los "Premios Europeos a las Mujeres Tecnológicas 2020" del Departamento de Comercio Internacional del Reino Unido[34]
- "50 de los judíos más influyentes del mundo" por Jerusalem Post[35]
- Finalista del "Premio de la UE para mujeres innovadoras" 2020[36]
- Finalista de Falling Walls 2020 por "Breaking the Wall of Wave Power" [37]